# Fred Holliday
Fred Parkinson Holliday (ur. 20 lutego 1888 w Melbourne, zm. 5 marca 1980 w Kanadzie) – australijski as myśliwski z czasów I wojny światowej z 17 potwierdzonymi zwycięstwami powietrznymi.
Fred Holliday służył w armii kanadyjskiej jako saper. Z wojsk lądowych został skierowany do No. 48 Squadron RAF w RFC. W jednostce służył przez cały okres pobytu we Francji. Pierwsze zwycięstwo powietrzne odniósł 6 kwietnia 1917 roku nad samolotem niemieckim Albatros D.III  w okolicy Arras. W dniach 23 i 24 kwietnia odniósł łącznie 4 zwycięstwa uzyskując tytuł asa. Do końca działań wojennych odniósł łącznie 17 zwycięstw powietrznych wszystkie na samolocie Bristol F.2 Fighter. Wszystkie oprócz ostatniego zwycięstwa odniósł wspólnie z obserwatorem kapitanem Anthonym Wallem. Po II wojnie światowej osiadł w Kanadzie, gdzie był krajowym prezesem firmy Swedish Electric i zmarł w 1980 roku.